# 林業女子
林業女子（りんぎょうじょし）とは、主に森林や林業に関わる仕事に就く女性を指す造語である。

## 概要
間伐などによる林業で生計を立てる女性のみならず、林野庁の森林官や森林組合の職員など、森林や林業に関わる仕事に就く女性を指して林業女子という。歴女や山ガールなどの最近の言葉が、特定の分野に造詣が深い女性や、趣味やフッションに関わる女性を指す言葉なのに対して、林業女子は仕事として森や自然に関わる女性を指していることが異なる。
林業女子という言葉が生まれた背景には林業の機械化が進んだことや、都道府県など地方公共団体による新規就労者への支援があることも影響する。政府はアベノミクスの第三本の矢「民間投資を喚起する成長戦略」による構造改革で規制改革推進会議を立ち上げて、「保育制度」「電波割当制度」「林業の成長戦略産業化」を重要事項として取り組もうとしている。中山間地域では消滅可能性都市が増える中、林業女子が一次産業の振興の担い手や子育て世代となることが期待されている。

### 林業女子会
戦後は、造林や保育作業が女性の手で行われてきたが、これらの作業の減少とともに林業従事者も減少した。1970年代には女性の森林所有者や林業従事者等によって研究グループが各地に設立し、1993年に都道府県の女性林業技術職員による、「豊かな森林づくりのためのレディースネットワーク・21」が設立され、1997年には「全国林業研究グループ連絡協議会女性会議」が設立し、森林づくりの研究活動を行なった。2010年に京都府で「林業女子会」が結成されて以降、全国各地に広がっており、主に20代の林業従事者の女性のみならず、学生や公務員、建築士など様々な職業の女性が参加している。
林業女子会は林業・森林・木が好きな女性が集まる任意団体である。「女子から女子に林業の魅力を伝える」ことをコンセプトにして、主に都市部で「豊かな森林づくりのためのレディースネットワーク・21」と連携し、フリーペーパーの発行・森林環境教育・地元の木製品のPR活動・情報発信を行なっている。森林・林業白書でも近年では「林業女子会」が取り上げられて官からの注目が高まっているといえる。地方公共団体も林業女子会と連携して、地域の木材のPR活動や、女性が林業に身近に関わってもらおうと情報発信を行なっている。